# Eghjort
Eghjorten (Lucanus cervus) er en bille i familien hjortebiller.

## Udseende
Hannen bliver op til 9 cm lang – til sammenligning er en tændstikæske knap 6 cm. Den er Europas største bille. Hannen og hunnen er meget forskellige, da hannen er udstyret med meget store og kraftige "horn", som den bruger i kampe med andre hanner om hunnens gunst. Eghjortehunnen mangler de store gevirer, og er desuden noget mindre end hannen. Hvis man ikke kender eghjorten, kunne man tro de to køn tilhører to forskellige arter.

## Udbredelse
Eghjorten har tidligere været betragtet som uddød i Danmark, hvor Æbelø var berømt for sine store bestande. I 1924 blev en fredning af Æbelø gennemført, som havde til formål at beskytte eghjortene. 23 store gamle egetræer ved Æbeløgård blev hermed fredet og eghjortene måtte fra da af hverken dræbes eller fanges. Fredningen hjalp øjensynligt ikke, i 1954 blev den sidste eghjort set på Æbelø, mens det ellers sidst kendte eksemplar blev set ved Vejle Fjord omkring 1970.
Den 4. juni 2008 offentliggjorde Skov- og Naturstyrelsen i en pressemeddelelse, at et ægtepar boende ved Hareskoven havde fundet et eksemplar af billen i deres have. Fundet blev betegnet som "sensationelt".
Man mener, at dens forsvinden kan hænge sammen med, at Danmark ligger på nordgrænsen for dens udbredelsesområde, dog har fældning af gamle ege- og bøgetræer i den moderne skovdrift sandsynligvis været den største synder.[kilde mangler]

## Genindførsel
I 2013 blev nye bestande af eghjortelarver sat ud fire steder i Danmark. Et femte sted, Dyrehaven nord for København, blev larver og voksne eghjorte sat ud. Der er tale om en bestand af tyske og sydsvenske eghjorte og eghjortelarver. Arten er ikke bedømt i forhold til den danske rødliste, fordi den endnu ikke har formeret sig naturligt, hvor den er genudsat.

## Levevis
Eghjorten lever som larve i jorden i egetræets rødder og i trøskede træer og egestubbe. Efter 5 år forpupper den sig i yderligere et år, før den udspringer som voksen bille og kan findes på skovbunden. Som voksen lever eghjorten af egetræets saft, som specielt løber fra gamle træers sprukne bark. 

## Billeder
- Eghjort hun
- Eghjort han
- Et stumperi i det sydlige England, som giver et kunstigt levested for eghjorten